# Antoine Brun (astronome)
Pour les articles homonymes, voir Antoine Brun et Brun.
Antoine Brun, né le 28 mars 1881 à Saint-Quintin-sur-Sioule et mort le 6 janvier 1978 au Breuil, est un instituteur et astronome amateur français. Ses travaux, notamment sur la cartographie des étoiles, le font reconnaître par les milieux scientifiques de l'astronomie, en France et à l'étranger. Il a été maire du Breuil et conseiller général du canton de Lapalisse.

## Biographie

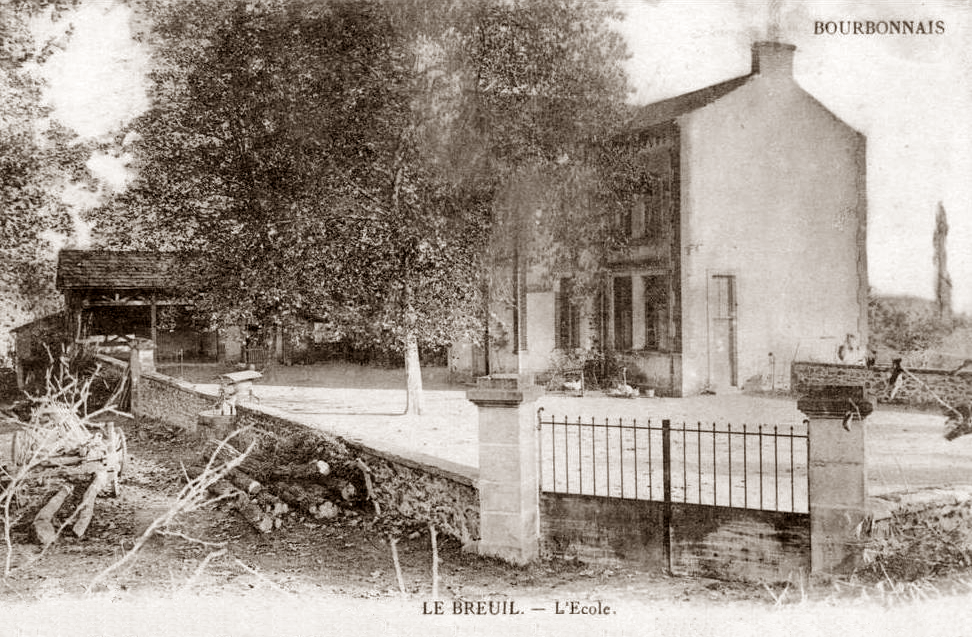
L'école du Breuil où il est instituteur.

Antoine Brun est le fils de Gilbert Brun, domestique de la Combe-Martin à Saint-Quintin-sur Sioule, et de Julie Mantin, fille du fermier de la Combe-Martin. Il est élevé par ses grands-parents paternels au hameau de Puy Vacher, à Ébreuil. Il se montre un élève brillant, ce qui incite son père à lui donner la possibilité de continuer ses études au-delà de l'enseignement primaire. Il est reçu au concours de l'École normale d'instituteurs de Moulins.
Il devient instituteur en 1900 et se marie en 1903 avec Alexandrine Chaffraix (1882-1963), institutrice. Il s'établit en 1905 au Breuil où il va faire toute sa carrière comme instituteur puis directeur d'école. Il s'intéresse d'abord à la botanique et surtout à l'étude des lichens, avant de se tourner vers l'astronomie, qu'il avait découverte en lisant l’Astronomie populaire de Camille Flammarion. Il est encouragé par Michel Luizet, directeur-adjoint de l'observatoire de Lyon, et par Camille Flammarion lui-même. 
La Première Guerre mondiale interrompt ses observations et l'envoie au front ; il est blessé à Verdun en juin 1916 puis à Saint-Mihiel en mars 1917. La guerre terminée, on lui propose de reprendre des études, à l'observatoire de Lyon, pour devenir astronome professionnel. Il hésite, mais refuse finalement pour préserver son indépendance. 
Il accepte des responsabilités politiques, sans être inscrit à un parti. Maire de son village du Breuil entre 1936 et 1947, il est aussi conseiller général du canton de Lapalisse de 1937 à 1940, puis de 1945 à 1951. Vers la fin de sa vie, il s'intéresse aussi à la minéralogie et à l'archéologie de sa région.
Il décède au Breuil en 1978. Il est inhumé au côté de son épouse au cimetière du Breuil.

## Décorations
- Officier de la Légion d'honneur
- Commandeur de l'ordre des Palmes académiques
- Croix de guerre 1914–1918 (avec palme et deux étoiles)
- Insigne des blessés militaires avec deux étoiles
- Médaille commémorative de la guerre 1914–1918
- Médaille interalliée de la Victoire
- Medaille commemorative de la bataille de Verdun

## Postérité
- Nommé membre de l'Union astronomique internationale en 1945, honneur très rarement accordé à un non-professionnel ; il fait partie de la délégation française aux congrès internationaux de cette institution, à Zurich (1948), Rome (1952) et Moscou (1958).
- Prix Henry-Rey décerné en 1926 par la Société astronomique de France pour l'ensemble de ses travaux et pour ses observation d'étoiles variables.
- Prix Viennet-Damien décerné par la Société astronomique de France.
- Membre fondateur de la Société de géographie de Lyon en 1873.
- Membre fondateur de l'Association française des observateurs d'étoiles variables en 1922, il en devient président en 1935.
- Président d'honneur de la Société scientifique du Bourbonnais pour l'étude et la protection de la nature.
- Après avoir étudié 18 lichens rares de sa région, son nom est donné à l'un d'eux : Lecidea bruneri.
- Le lycée professionnel agricole de Lapalisse a porté son nom (l'établissement a fermé ses portes en 2014).
- Une place du Breuil porte son nom.

## Travaux
Il s'intéresse en priorité à l'étude des étoiles variables, terrain d'observation privilégié des astronomes amateurs. Il envoie à la Société astronomique de France des milliers d'observations des variations de lumière de ces étoiles. Ses travaux sur les étoiles de la nébuleuse d'Orion restent longtemps une référence. 
Pour faciliter ses observations, il se constitue un atlas céleste entre 1908 et 1910. Il ne publie cet atlas que bien plus tard, à partir de 1948, sous le titre Atlas photométrique des constellations.
Habile de ses mains, il apprend la taille des miroirs de télescope et en fabrique plusieurs, pour lui-même et pour ses amis. Avec Henri Bigay, il réussit à réaliser, à la fin des années 1930, des télescopes de Schmidt.

## Publications
- Atlas photométrique des constellations de +90° à -30°, Éditions Le Breuil, 1948.
- Atlas of selected areas (Harvard-Groningen), En collaboration avec Hans Vehrenberg, Éditions Treugesell-Verlag, Düsseldorf, 1965.